# Антоніс Міну
Анто́ніс Мі́ну (грец. Αντώνης Μήνου; народився 4 травня 1958; Арідая, Греція) — грецький футболіст, воротар. Міну захищав кольори національної збірної Греції, у складі якої брав участь у чемпіонаті світу 1994 року. Виступав за команди «Касторія», «Панатінаїкос», АЕК та «Аполлон» (Афіни).

## Кар'єра
Міну розпочав свою футбольну кар'єру на початку 1970-х у юнацькому клубі «Алмопос». У 1980 році перейшов до  «Касторія», яка була однією із найсильніших команд чемпіонату Греції в період між 1970-ми і 1980-ми роками.
Провівши два сезони за «Касторію» Міну приєднався до клубу «Панатінаїкос», за який виступав до 1988 року, загалом зігравши у 73 поєдинках. У складі «Панатінаїкоса» двічі виграв Грецьку Суперлігу і тричі став володарем Кубка Греції.
У 1988 році Міну перейшов до афінського АЕКа. За АЕК він зіграв 125 матчів, тричі виграв національну першість і став володарем Суперкубка Греції. Завершив кар'єру у 1996 році у клубі «Аполлон» (Афіни).
Загалом за національну збірну Греції Міну провів 16 матчів у період з 1986 по 1996 роки. Також Міну був основним воротарем збірної на чемпіонаті світу 1994 в США, проте на мундіалі зіграв лише один матч.

## Статистика
| Сезон   | Клуб            | Країна  | Ліга         | Матчі | Голи |
| ------- | --------------- | ------- | ------------ | ----- | ---- |
| 1980—81 | Касторія        | Греція  | Бета Етнікі  | 19    | 0    |
| 1981—82 | Касторія        | Греція  | Бета Етнікі  | 32    | 0    |
| 1982—83 | Панатінаїкос    | Греція  | Альфа Етнікі | 11    | 0    |
| 1983—84 | Панатінаїкос    | Греція  | Альфа Етнікі | 7     | 0    |
| 1984—85 | Панатінаїкос    | Греція  | Альфа Етнікі | 8     | 0    |
| 1985—86 | Панатінаїкос    | Греція  | Альфа Етнікі | 7     | 0    |
| 1986—87 | Панатінаїкос    | Греція  | Альфа Етнікі | 21    | 0    |
| 1987—88 | Панатінаїкос    | Греція  | Альфа Етнікі | 19    | 0    |
| 1988—89 | АЕК             | Греція  | Альфа Етнікі | 0     | 0    |
| 1989—90 | АЕК             | Греція  | Альфа Етнікі | 26    | 0    |
| 1990—91 | АЕК             | Греція  | Альфа Етнікі | 32    | 0    |
| 1991—92 | АЕК             | Греція  | Альфа Етнікі | 33    | 0    |
| 1992—93 | АЕК             | Греція  | Альфа Етнікі | 34    | 0    |
| 1993—94 | Аполлон (Афіни) | Греція  | Альфа Етнікі | 32    | 0    |
| 1994—95 | Аполлон (Афіни) | Греція  | Альфа Етнікі | 33    | 0    |
| 1995—96 | Аполлон (Афіни) | Греція  | Альфа Етнікі | 14    | 0    |
|         | Всього:         | Всього: | Всього:      | 328   | 0    |

## Нагороди та досягнення
- «Панатінаїкос»
  - Альфа Етнікі (2): 1983—1984, 1985—1986
  - Кубок Греції (3): 1983—1984, 1985—1986, 1987—1988
- АЕК
  - Альфа Етнікі (3): 1988—1989, 1991—1992, 1992—1993
  - Суперкубок Греції (1): 1989—1990
  - Кубок ліги (1): 1989—1990
  - Кубок Середземноморських ігор 1991 (1): 1991